# Resistojet
Un resistojet è un metodo di propulsione spaziale (propulsione elettrica) che fornisce spinta riscaldando un fluido tipicamente non reattivo. Il riscaldamento viene solitamente ottenuto inviando elettricità attraverso un resistore costituito da un filamento incandescente caldo, con il gas espanso espulso attraverso un ugello convenzionale.
I Resistojet volano nello spazio dal 1965 a bordo dei satelliti militari Vela. Tuttavia, sono stati utilizzati in applicazioni commerciali solo nel 1980 con il lancio dei primi satelliti del programma INTELSAT-V. Molti veicoli spaziali GEO e tutti i 95 Iridium utilizzavano motori resistojet della serie Aerojet MR-501/MR-502. Al giorno d'oggi la propulsione resistojet viene utilizzata per l'inserimento in orbita, il controllo dell'assetto e la deorbitazione dei satelliti LEO, e funziona bene in situazioni in cui l'energia è molto più abbondante della massa e dove l'efficienza della propulsione deve essere ragionevolmente alta ma la spinta bassa è accettabile. 
I Resistojet sono stati anche proposti come mezzo per utilizzare i rifiuti organici come massa di reazione, in particolare in combinazione con l'idrazina. Gli studi si concentrano sulle caratteristiche del vapore e dell'anidride carbonica come costituenti principali di un flusso di rifiuti organici e in genere utilizzano l'ossido di zirconio cubico come elemento riscaldante.

## Vantaggi
Molte missioni satellitari richiedono la capacità di apportare piccole modifiche alla traiettoria anche dopo che il velivolo è stato inserito in orbita. La maggior parte dei satelliti utilizza motori a razzo monopropellente o propulsori a gas freddo per tali regolazioni orbitali. Entrambi i metodi, tuttavia, presentano alcuni inconvenienti limitanti: l'idrazina, il monopropellente più comunemente utilizzato, è molto costoso e, a causa della sua natura volatile, non è adatto a satelliti più piccoli che vengono inviati nello spazio come carico secondario. I propulsori a gas freddo, pur utilizzando gas relativamente economici, inerti e quindi "sicuri" come l'azoto, soffrono di un basso impulso specifico rispetto ai motori monopropellente. I Resistojet sono progettati per colmare il divario tra questi due metodi di propulsione, offrendo la sicurezza di un propellente inerte accoppiato con un impulso specifico vicino a quello dell'idrazina.

## Svantaggi
Il principale svantaggio di un design resistojet rispetto ai più semplici propulsori a gas freddo è la necessità di un alimentatore, che occupa spazio ed è quindi talvolta un fattore proibitivo per le missioni Microsat. Inoltre, la maggiore complessità tecnica di un resistojet rispetto a soluzioni più semplici comporta un maggior rischio di guasto tecnico.
Poiché non sfruttano la combustione chimica, i resistojet (e progetti simili) hanno una spinta inferiore che è di ordini di grandezza inferiore a quella dei più convenzionali razzi a combustibile solido e a propellente liquido. Di conseguenza, non sono adatti per manovre orbitali che richiedono un delta V elevato per periodi più brevi.

## Principi fisici
I Resistojet possono essere considerati un'evoluzione dei tradizionali propulsori a gas freddo, che sono la forma più semplice di motore a razzo disponibile. Il loro serbatoio del carburante contiene il propellente, che viene quindi condotto nell'ugello dove si decomprime, spingendo il corpo in avanti. In un resistojet, un resistore viene utilizzato per riscaldare il fluido prima che entri nell'ugello, facendolo espandere con maggiore forza, con conseguente impulso specifico più elevato.
Un resistore è un componente elettrico che converte l'energia elettrica in calore. Pertanto, la spinta di un motore resistojet può essere regolata semplicemente alterando la potenza che scorre attraverso il resistore.
Riscaldare un fluido di 300 °C in questo modo comporta un aumento del 41% dell'impulso specifico. Se riscaldato a 900 °C, l'impulso specifico potrebbe essere raddoppiato rispetto a un propulsore a gas freddo che utilizza lo stesso propellente.